# Landeleau

Landeleau este o comună în departamentul Finistère, Franța. În 1 ianuarie 2022 avea o populație de 982 de locuitori.